# Richard Kadrey
Richard Kadrey (* 1957) ist ein US-amerikanischer Schriftsteller, Autor und Fotograf. Er lebt und arbeitet in San Francisco.

## Leben
1978 war Kadrey Teilnehmer des renommierten Clarion Workshops für angehende Science-Fiction- und Fantasy-Autoren. Er ist Autor mehrerer Romane, Kurzgeschichten und Comicromane. Anfang der 1980er schrieb er für die Schlümpfe.
Der Roman Metrophage gilt als einer der wichtigsten Cyberpunk-Romane der 1980er. Kadrey's Kurzgeschichte Carbon Copy: Meet the First Human Clone war die Vorlage für den TV-Spielfilm After Amy – No Ordinary Baby mit Bridget Fonda von 2001. Sandman Slim ist einer von Barnes & Noble Best Paranormal Fantasy Novels of the Last Decade (2000 - 2009).
Kadrey war Gastgeber der Live-Show Covert Culture auf Hotwired in den 1990er Jahren. Er schrieb für die Zeitschriften Shift und Future Sex sowie für die Online-Zeitschriften Signum und Stim. Er veröffentlichte Artikel über Kunst, Kultur und Technologie unter anderem in Wired, Omni, Mondo 2000, San Francisco Chronicle, SF Weekly, Ear, Artforum, ArtByte, Bookforum, World Art, Whole Earth Review, Reflex, Science Fiction Eye, Street Tech und Interzone.
Am 12. Februar 2018 wurde bekannt, dass Regisseur Chad Stahelski einen auf Sandman Slim basierenden Spielfilm inszenieren wird. Das Drehbuch dazu verfasst Kerry Williamson.

## Werke

### Romane
- Sandman Slim
  - Sandman Slim (2009)
    - Höllendämmerung, übersetzt von Bernhard Kleinschmidt. Rowohlt Polaris, Hamburg 2011, ISBN 978-3-862-52013-8

  - Kill the Dead (2010)
    - Tod den Untoten. Feder & Schwert, Köln 2018, ISBN 978-3-867-62311-7

- - Aloha from Hell (2011)
  - Devil Said Bang (2012)
  - Kill City Blues (2013)
  - Kill City Blues (2013)
  - The Getaway God (2014)
  - Killing Pretty (2015)
  - The Perdition Score (2016)
  - The Kill Society (2017)
  - Hollywood Dead (2018)
  - Ballistic Kiss (2020)
- Metrophage (1988), dt. 1990
- Kamikaze L’Amour (1995)
- Butcher Bird: A Novel of the Dominion (2007)

### Erzählungen
- Angel Scene / Teeth and Tongue Landscape (mit Carlton Mellick III) (2003)

### Graphic Novels
- Accelerate (2007)

### Sachbücher
- Covert Culture Sourcebook (1993)
- Covert Culture Sourcebook 2.0 (1994)
- From Myst to Riven (1997)
- The Catalog of Tomorrow (2002)